# Battaglia di Wartenburg
La battaglia di Wartenburg fu combattuta il 3 ottobre 1813 nell'ambito dei più vasti eventi della guerra della sesta coalizione.
L'armata prussiana del generale Gebhard Leberecht von Blücher affrontò in battaglia le forze francesi del generale Henri Gatien Bertrand nei pressi del villaggio di Wartenburg in Germania, nel tentativo di assicurarsi il passaggio sul fiume Elba; l'assalto attraverso il corso d'acqua del corpo d'armata del generale Ludwig Yorck ebbe successo, consentendo alle forze prussiane di stabilirsi sulla riva sinistra dell'Elba e rappresentando così uno dei presupposti per la importante vittoria dei coalizzati nella successiva battaglia di Lipsia.

## Antefatti
Dopo la vittoria dei coalizzati nella battaglia di Dennewitz il 6 settembre 1813, la situazione lungo il principale fronte di guerra nella Germania orientale era rimasta sostanzialmente stazionaria per circa un mese. Le forze francesi di Napoleone Bonaparte occupavano una posizione centrale tra la Sassonia orientale e il Brandeburgo meridionale, attorniate da tre armate dei coalizzati: a settentrione l'Armata del Nord guidata da Carlo Giovanni, principe ereditario di Svezia, a oriente l'Armata della Slesia del generale prussiano Gebhard Leberecht von Blücher e a sud l'Armata di Boemia del generale austriaco Karl Philipp Schwarzenberg.
Dopo il fallito tentativo di occupare la capitale prussiana di Berlino, le forze francesi si erano ritirate sulla riva sinistra dell'Elba, utilizzando il grande fiume come barriera contro ulteriori avanzate dei coalizzati; per avere qualche speranza di infliggere una decisiva sconfitta a Napoleone, i coalizzati dovevano tentare di riunire le loro forze e di convergere da più direzioni sulla posizione dei francesi, ma delle loro tre armate solo quella di Schwarzenberg, concentrata al confine tra Sassonia e Boemia, si trovava già sulla riva sinistra dell'Elba. Il cauto principe Carlo Giovanni si dimostrava restio a impegnarsi in un'operazione così rischiosa come il forzamento della linea dell'Elba, e dopo diverse settimane passate nell'indecisione fu Blücher a rompere gli indugi: alla fine di settembre l'Armata della Slesia lasciò i suoi accantonamenti nei pressi di Bautzen e si spinse a nord-ovest parallelamente al corso del fiume Elster, alla ricerca di un punto sicuro da cui attraversare l'Elba.
I migliori punti di attraversamento dell'Elba erano ben presidiati dai francesi, che tenevano saldamente le importanti fortezze di Dresda, Torgau, Wittenberg e Magdeburgo, e vari contingenti di truppe erano dislocati lungo tutto il corso d'acqua; alla fine, Blücher selezionò come luogo di attraversamento la sponda nei pressi del villaggio di Elster, dove sarebbero stati costruiti due ponti di barche: il corpo d'armata prussiano del generale Ludwig Yorck avrebbe creato una testa di ponte sulla sponda sinistra che poi avrebbe allargato, mentre il corpo d'armata russo del generale Louis Alexandre Andrault de Langéron si sarebbe tenuto pronto per sfruttare lo sfondamento operato da Yorck. Sulla riva opposta, schierato tra i villaggi di Wartenburg e Bleddin, si trovava il IV Corpo d'armata francese del generale Henri Gatien Bertrand, composto da una divisione francese, una italiana e una del Württemberg: le truppe di Bertrand erano ben posizionate per contrastare qualunque tentativo di sfondamento, ma a causa delle carenze dei servizi informativi non si aspettavano un attacco imminente.

## La battaglia

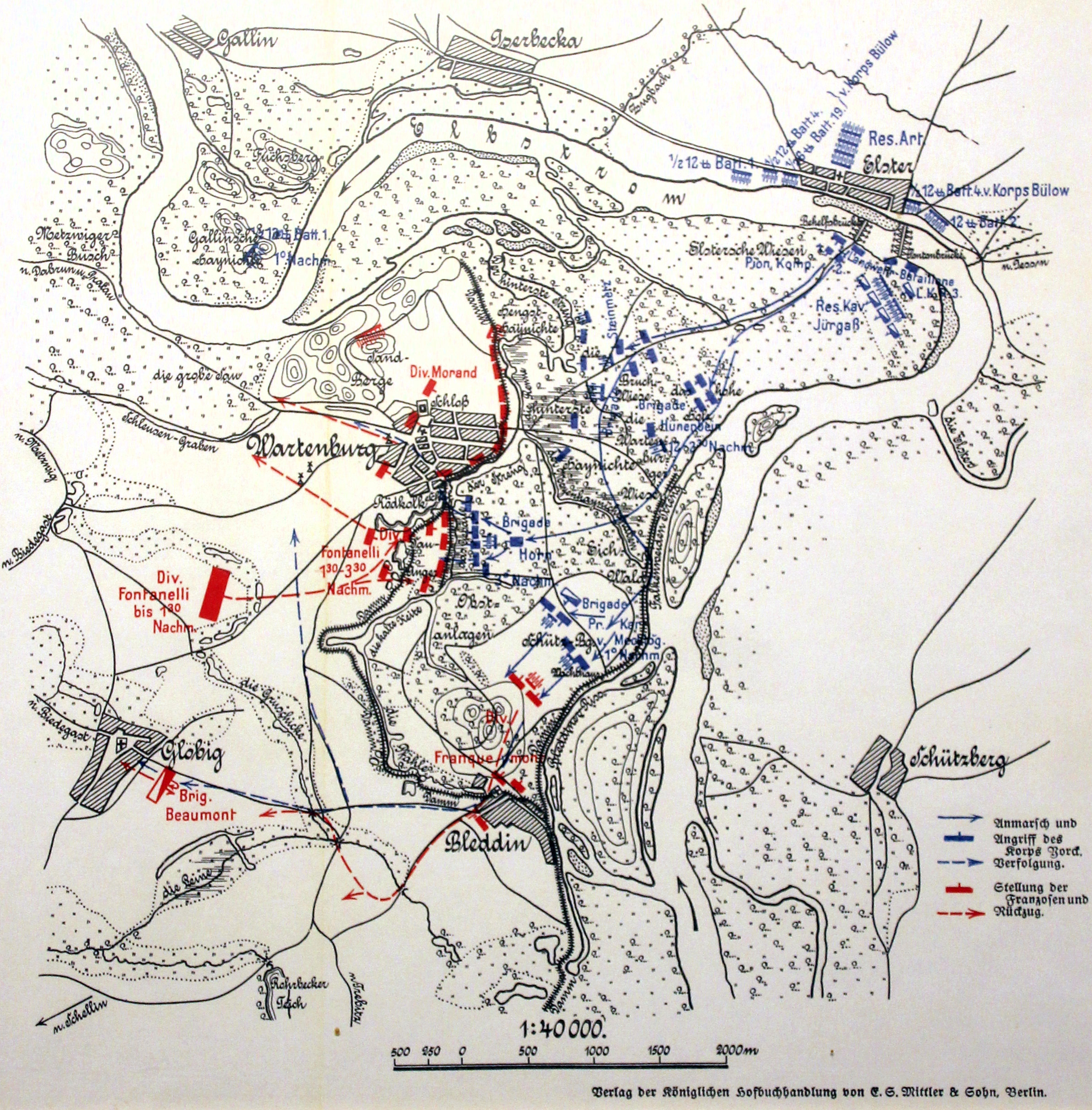
Mappa della battaglia

I genieri prussiani completarono la costruzione dei due ponti di barche a Elster la mattina del 3 ottobre, e le prime unità del corpo di Yorck li attraversarono coperte dalla nebbia mattutina; il terreno sull'altra sponda dell'Elba era caratterizzato da paludi, acquitrini e boschi, e l'avanzata della brigata di testa, quella comandata dal duca Carlo Federico Augusto di Meclemburgo-Strelitz, si sviluppò lentamente. Carlo puntava verso il terreno relativamente aperto a ovest di Wartenburg, ma dopo alcuni scontri con gli schermagliatori nemici e il diradarsi della nebbia il duca si accorse che il villaggio era saldamente tenuto dalla divisione francese del generale Charles Antoine Morand e da quella italiana del generale Achille Fontanelli: lasciata una parte della sua brigata a fronteggiare gli italo-francesi, Carlo diresse il resto delle sue forze verso sud nel tentativo di aggirare la posizione nemica.
I prussiani si imbatterono quindi della divisione del Württemberg del generale Frederic von Franquemont, che stava avanzando in appoggio dei suoi alleati dopo essere uscita dal villaggio di Bleddin: l'attacco del duca Carlo ricacciò Franquemont dentro Bleddin, ma qui i soldati del Württemberg si attestarono saldamente dando vita a una serie di pesanti combattimenti con i prussiani. Impegnato contemporaneamente davanti Wartenburg e a Bleddin, il duca Carlo richiese rinforzi che si materializzarono nella brigata del generale Karl von Steinmetz, che prese posizione davanti Wartenburg alleggerendo la situazione del fianco di Carlo; riunita la sua brigata, il duca lanciò un deciso attacco su Bleddin cacciandone i reparti di Franquemont che ripiegarono verso sud. Carlo piegò quindi a ovest e aggirò il fianco meridionale della posizione francese a Wartenburg raggiungendo il villaggio di Globig, dove fu vanamente contrastato dalla brigata di cavalleria francese del generale Louis-Chrétien Carrière baron de Beaumont appena sopraggiunta.
Alla brigata di Steinmetz, impegnata a fronteggiare i francesi di Morand a nord di Wartenburg, si aggiunse quella del generale Horn che attaccò la divisione italiana di Fontanelli schierata a sud del villaggio. Fontanelli teneva una solida posizione difensiva, con un terrapieno difeso dall'artiglieria e con davanti una serie di campi fittamente coltivati attraversati da un ruscello: il primo assalto frontale dei prussiani fu respinto con dure perdite, ma Horn stesso cavalcò in prima linea e guidò l'attacco del II Battaglione del Reggimento delle Guardie prussiane, un'unità scelta, che espugnò la posizione tenuta dagli italiani con una carica alla baionetta. Aggirato su tutto il fianco, a Bertrand non restò altro da fare che ordinare la ritirata verso ovest.

## Conseguenze

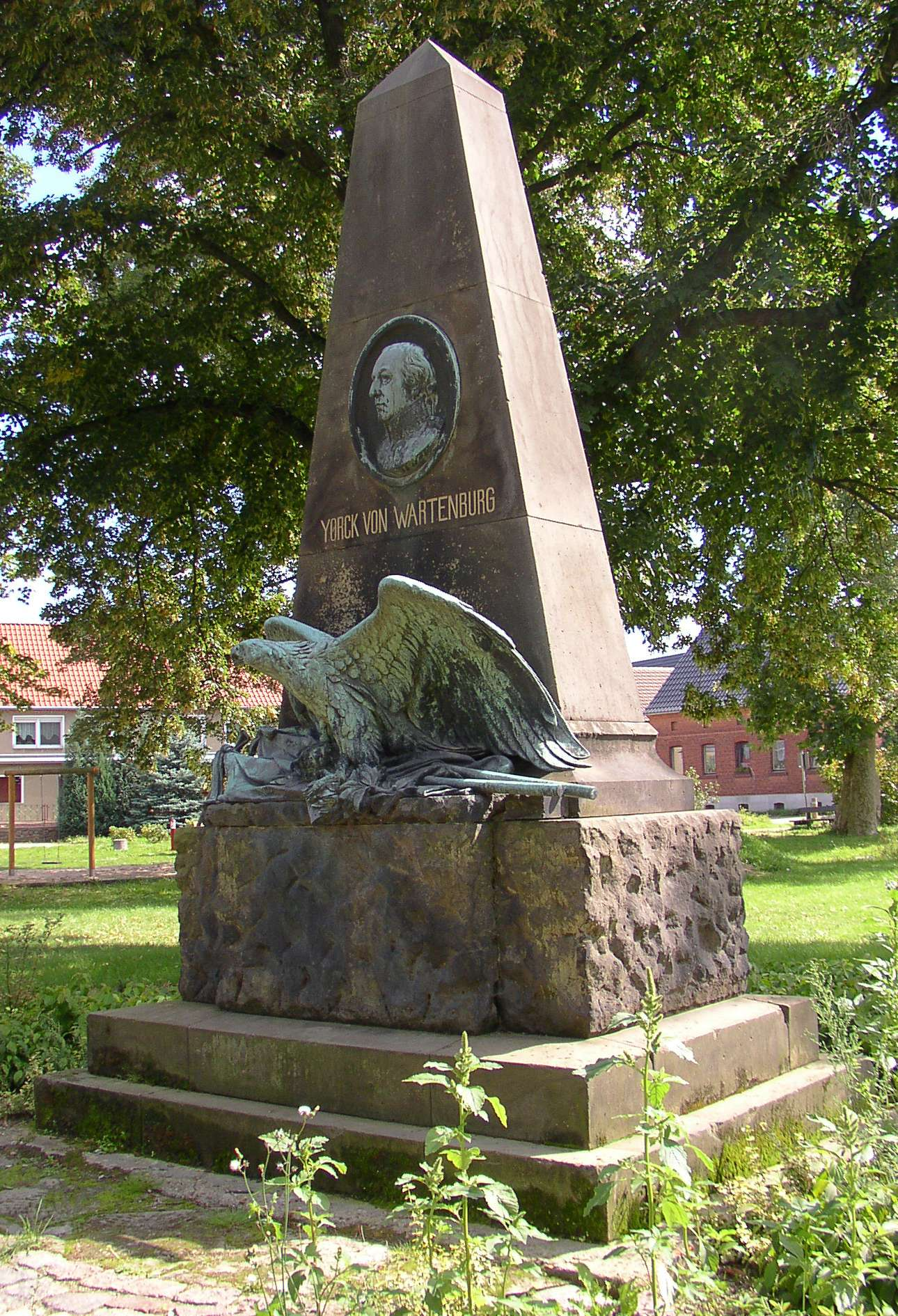
Il memoriale dedicato a Yorck a Wartenburg

La battaglia di Wartenburg costò all'Armata della Slesia la perdita di 67 ufficiali e 1 548 soldati tra morti e feriti; le perdite dei francesi sono difficili da stimare, ma è noto che i prussiani catturarono almeno 1 000 prigionieri oltre a undici pezzi di artiglieria e 70 carri. Per la sua conduzione della battaglia, il generale Yorck ottenne l'appellativo onorifico di "von Wartenburg".
Il giorno dopo la battaglia, l'Armata del Nord del principe ereditario di Svezia attraversò l'Elba a ovest di Roßlau senza incontrare alcuna opposizione; con tutte e tre le armate alleate oltre la linea dell'Elba la posizione dei francesi in Sassonia si faceva critica, e Napoleone tentò di parare il colpo muovendo subito la sua armata verso nord, sperando di battere i prussiani di Blücher e di costringerli a ritirarsi attraverso il fiume appena varcato. Il colpo andò a vuoto: l'Armata della Slesia rifiutò lo scontro e indietreggiò in direzione ovest fino a riunirsi all'Armata del Nord; benché Blücher spingesse per un'offensiva congiunta in direzione di Lipsia, il cauto principe Carlo Giovanni preferì invece evitare ancora la battaglia e le due armate continuarono il loro ripiegamento verso ovest. Mentre Napoleone vagava a caccia delle sfuggenti armate alleate a nord, Schwarzenberg avanzò in Sassonia dal sud respingendo le deboli forze francesi del maresciallo Gioacchino Murat; con le sue retrovie minacciate, Napoleone dovette precipitosamente rientrare a sud ordinando di concentrare tutte le forze francesi a Lipsia, verso cui stavano convergendo anche i coalizzati. Lo scenario era quindi pronto per la decisiva battaglia di Lipsia, apertasi il 16 ottobre 1813.